# Pedro Roseta
Pedro Manuel Cruz Roseta (ur. 29 czerwca 1943 w Covilhã) – portugalski polityk, prawnik i dyplomata, działacz Partii Socjaldemokratycznej, parlamentarzysta krajowy, w latach 2002–2004 minister kultury.

## Życiorys
Ukończył studia prawnicze na Uniwersytecie Lizbońskim, działał w organizacjach studenckich i katolickich. Pracował w resorcie edukacji, następnie podjął pracę w zawodzie nauczyciela akademickiego, związany był głównie z Portugalskim Uniwersytetem Katolickim. W latach 1972–1973 pełnił funkcję sekretarza generalnego tej uczelni.
W okresie przemian politycznych stał się bliskim współpracownikiem Francisca Sá Carneiro, lidera Partii Socjaldemokratycznej. Z ramienia PSD sprawował mandat posła do konstytuanty i następnie do Zgromadzenia Republiki I oraz II kadencji, od 1979 do 1981 przewodniczył frakcji deputowanych PSD. W latach 1981–1988 zajmował stanowisko stałego przedstawiciela Portugalii przy Organizacji Współpracy Gospodarczej i Rozwoju. Później ponownie wykonywał mandat posła V, VI, VII, VIII i IX kadencji (do 2005). Od kwietnia 2002 do lipca 2004 był ministrem kultury w rządzie José Manuela Barroso. Na początku lat 90. oraz od 2007 do 2010 ponownie pracował na Portugalskim Uniwersytecie Katolickim.